# Bellevue Strand

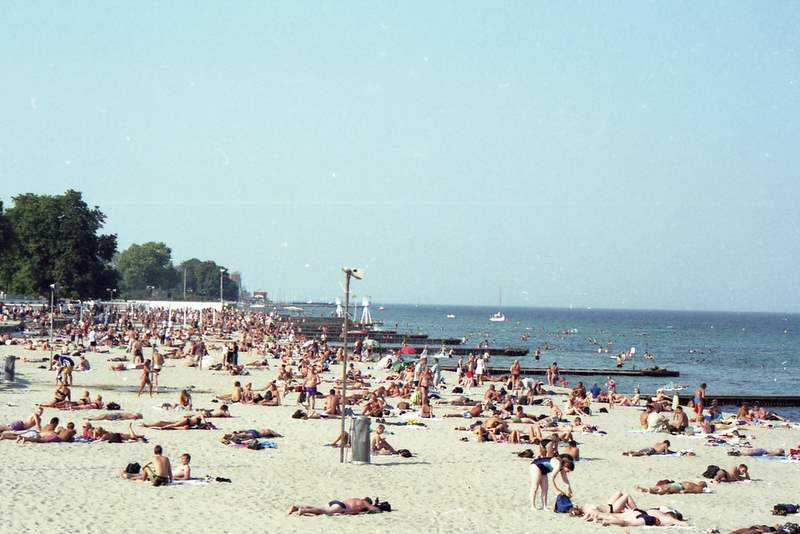
Vue de la plage de Bellevue Strand.

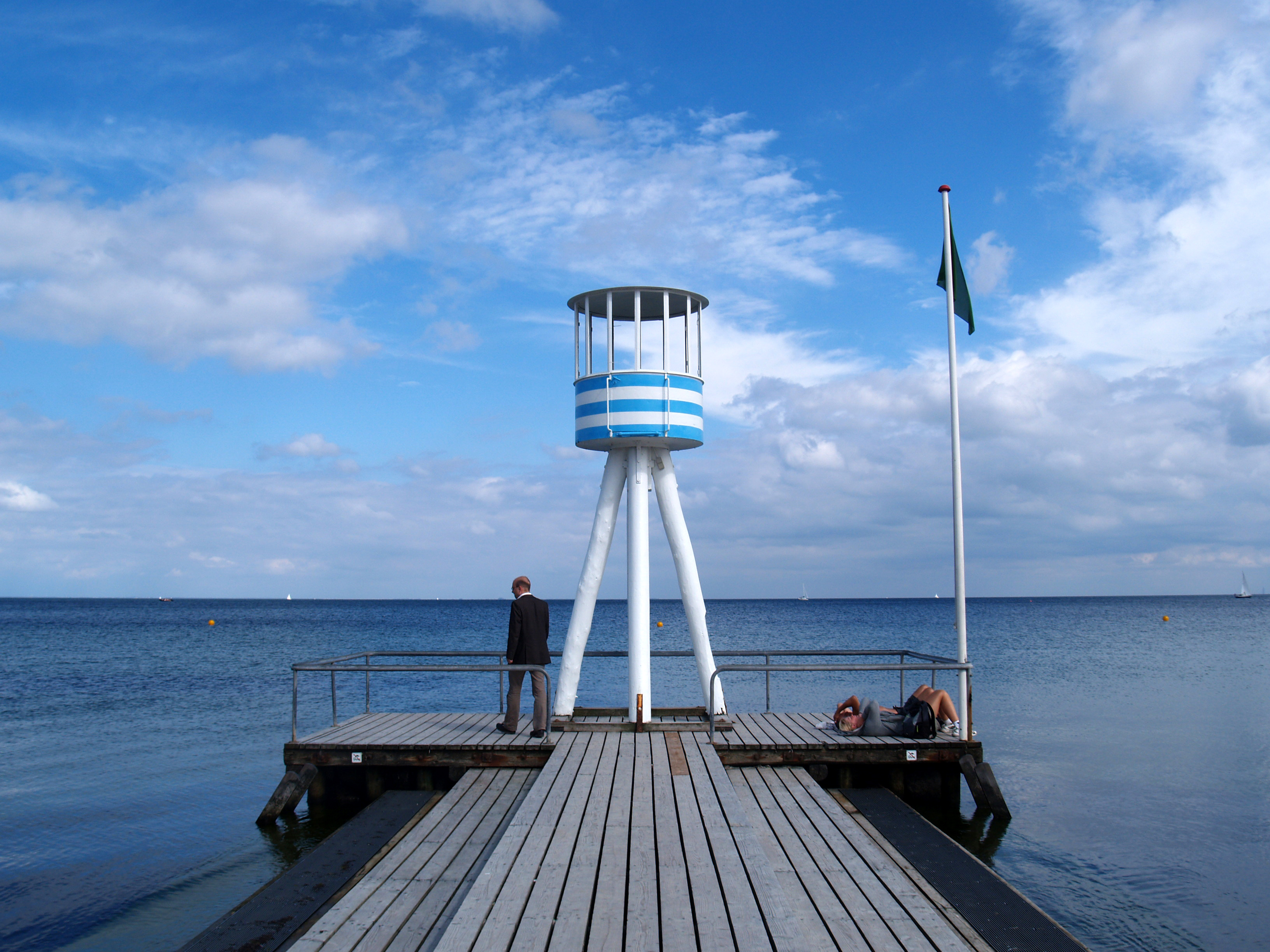
Poste de surveillance des garde-côtes et maîtres-nageurs.

Bellevue Strand est une grande plage qui borde la commune de Klampenborg située dans la municipalité de Gentofte dans la banlieue nord de Copenhague.

## Présentation
La plage de Bellevue Strand s'étend sur une longueur de 700 mètres. Un parc longe cette longue plage. Elle devint un lieu de villégiature à partir des années 1930. Cette zone côtière se développa économiquement et sur le plan touristique durant l'entre-deux-guerres. C'est dans cette atmosphère créative que fut édifié le nouveau théâtre de Bellevue Teatret à Klampenborg par l'architecte danois Arne Jacobsen à qui l'on doit également le poste de surveillance des garde-côtes érigé sur la plage de Bellevue Strand.

## Lien externe

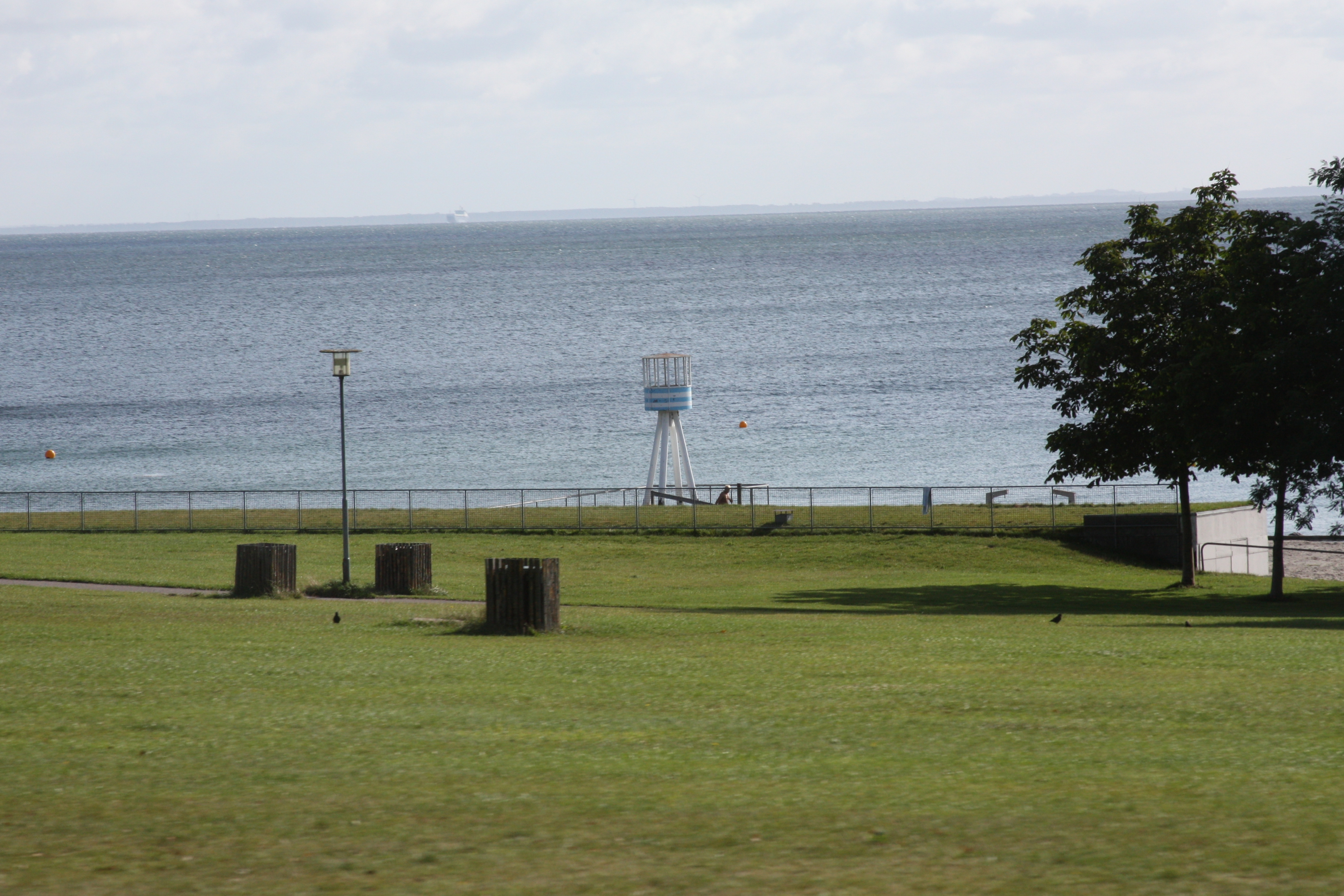
Le parc le long de la plage de Bellevue Strand à Klampenborg.